# Gutenberg, Bad Kreuznach
Gutenberg là một đô thị thuộc huyện Bad Kreuznach trong bang Rheinland-Pfalz, phía tây nước Đức. Đô thị Gutenberg, Bad Kreuznach có diện tích 4,18 km², dân số thời điểm ngày 31 tháng 12 năm 2006 là 1017 người.